# Céline Moinet
Pour les articles homonymes, voir Moinet.
Céline Moinet, née en 1984 à Lille, est une hautboïste française.

## Biographie
Céline Moinet est formée au Conservatoire national supérieur de musique et de danse de Paris où elle remporte en 2006 les premiers prix de hautbois et de musique de chambre dans les classes de David Walter et de Maurice Bourgue.
Parallèlement à ses études, elle fait ses premières expériences orchestrales au sein de l’Orchestre des Jeunes Gustav Mahler, notamment sous la direction de Claudio Abbado, puis à l'Opéra de Francfort, l'Orchestre symphonique de la NDR, l'Orchestre symphonique de la radio de Stuttgart et le Deutsches Symphonie-Orchester Berlin.
En 2006, elle est recrutée au poste de hautbois à l'Opéra de Mannheim, puis comme hautbois solo au sein de l'orchestre de la Staatskapelle de Dresde, sous la direction de Fabio Luisi et, depuis 2012, de Christian ThielemannDeutsches Symphonie-Orchester Berlin[source secondaire nécessaire].
Elle est soliste invitée de l'Orchestre philharmonique de Vienne durant la tournée asiatique et australienne de celui-ci à l'automne 2011 Deutsches Symphonie-Orchester Berlin[source secondaire nécessaire].

## Enregistrements

### Lumière(2022)
- Label : Berlin Classics
- Avec des œuvres de Francis Poulenc, Maurice Ravel, Claude Debussy et Camille Saint-Saëns.
- Contributeurs : Sophie Dervaux (de) et Florian Uhlig

### Bach:Oboe concertos(2018)
- Label : Berlin Classics
- Avec des œuvres de Johann Bach et Alessandro Marcello
- Contributeurs : L'arte del mondo et Werner Ehrhardt

### Schumann:Romances(2017)
- Label : Berlin Classics
- Avec des œuvres de : Robert Schumann et Clara Schumann
- Contributeurs : Florian Uhlig et Norbert Anger

### Méditations:Oboe & harp at the opera(2014)
- Label : Harmonia Mundi
- Avec des œuvres de : Gaetano Donizetti, Antonio Pasculli, Franz Schubert, Jacques Ibert, Jules Massenet, Arthur Honegger, Benjamin Godard, Henri Brod et Richard Wagner
- Contributeurs : Sarah Christ (harpiste)

### Œuvres pour hautbois (2011)
- Label : Harmonia Mundi[2]
- Avec des œuvres de : Jean-Sébastien Bach, Carl Philipp Emanuel Bach, Benjamin Britten, Luciano Berio et Elliott Carter